# Euphorbia lingiana
Euphorbia lingiana là một loài thực vật có hoa trong họ Đại kích. Loài này được C.Shih mô tả khoa học đầu tiên năm 1963.